# Haltepunkt Saarbrücken Ost
Saarbrücken Ost ist ein Haltepunkt in der saarländischen Landeshauptstadt Saarbrücken, der seit dem Fahrplanwechsel 2014/2015 nur noch von Regionalbahn-Zügen bedient wird.

## Geschichte
Der Haltepunkt wurde gebaut, um die Stadtteile Rotenbühl, Kaninchenberg, Sankt Arnual und Eschberg an das örtliche Schienennetz anzubinden. Er verlor im Laufe der Zeit an Bedeutung. Der Bahnhof war auch Halt des Vorlaufbetriebes der Saarbahn.
Seit 1997 wird nur noch der Bahnsteig an den Strecken in Richtung Homburg bedient.
Der Bahnsteig mit den Gleisen 3 und 4 an der Bahnstrecke Saarbrücken–Sarreguemines ist seitdem ohne Personenverkehr. Gleis 3 wurde dabei in ein Stumpfgleis umgebaut und die weitere Strecke nach Sarreguemines bis Brebach auf eine eingleisige Strecke zurückgebaut. In Richtung Sarreguemines verkehren im Reiseverkehr nur noch Regionalexpresszüge ohne Halt in Saarbrücken Ost. Die anderen Unterwegshalte auf der Strecke nach Sarreguemines werden von der Saarbahn bedient; diese verkehrt nicht über Saarbrücken Ost.

## Architektur
Das Gebäude des Haltepunktes besteht seit 1960. Das Eingangsgebäude ist rund vier Meter hoch und neun Meter breit. Im vorderen Bereich existieren Aufgänge zu Gleis 1 und 2. Der Aufgang zu Gleis 3 und 4 ist versperrt.

## Verkehr
| Linie                    | Verlauf |
| ------------------------ | --- |
| RB 68                    | Saarbrücken Hbf – Saarbrücken Ost – St. Ingbert – Zweibrücken Hbf – Pirmasens Nord – Pirmasens Hbf (morgens einmalig ab Pirmasens Nord durchgehend bis Landau (Pfalz) Hbf) |
| RB 70                    | Merzig (Saar) – Saarlouis – Völklingen – Saarbrücken Hbf – Saarbrücken Ost – St. Ingbert – Homburg (Saar) Hbf – Kaiserslautern                                             |
| RB 71                    | Trier Hbf – Merzig (Saar) – Saarlouis – Völklingen – Saarbrücken Hbf – Saarbrücken Ost – St. Ingbert – Homburg (Saar) Hbf                                                  |
| Stand: 15. Dezember 2024 | |

## Lokaler Busverkehr
Die Saarbahn betreibt am Ostbahnhof vier Linien an den Haltestellen Ostbahnhof und Halbergstraße. Die Linie 506 der Saar-Pfalz-Bus GmbH bedient die Haltestelle Halbergstraße zudem in Fahrtrichtung Hauptbahnhof (nicht aber in Richtung St. Ingbert).
| ←                                                                | Linie                     | →                                                                                                 |
| ---------------------------------------------------------------- | ------------------------- | ------------------------------------------------------------------------------------------------- |
|                                                                  | Haltestelle Ostbahnhof    |                                                                                                   |
| Dudweiler Dudoplatz – Universität des Saarlandes                 | 136                       | Römerkastell – Tabaksweiher – Klinikum Saarbrücken                                                |
| Römerkastell                                                     | 139                       | Römerkastell – Saarbrücken Ost – Eschberg Tilsiter Straße – Römerkastell                          |
|                                                                  | Haltestelle Halbergstraße |                                                                                                   |
| Eschberg Tilsiter Straße – Zoo – Römerkastell                    | 105                       | Schloßplatz – Hauptbahnhof – Rodenhof Kálmán-Straße                                               |
| Schafbrücke – Römerkastell                                       | 122                       | Sachsenweg/Preußenstraße – Rabbiner-Rülf-Platz – Hauptbahnhof – Malstatt – Burbach – Füllengarten |
| Blieskastel – St. Ingbert – Scheidt – Schafbrücke – Römerkastell | 506*                      | Landwehrplatz – Staatstheater – Hauptbahnhof                                                      |

- Die Linie 506 bedient die Haltestelle nur Richtung Saarbrücken.